# Barry Town United Football Club
Il Barry Town United Football Club (gallese: Clwb Pêl Droed Tref Y Barri), meglio noto come Barry Town United, è una società calcistica gallese con sede nella città di Barry, militante nella Welsh Premier League, la massima divisione gallese.

## Storia

### Gli inizi
Nel 1892 viene fondato il Barry and Cadoxton District. Durante i primi anni, il club cambia cinque volte lo stadio e svariati nomi, tra cui Barry Unionist Athletic, Barry United Athletic e Barry District.
Nel novembre 1912 viene ufficialmente chiamato Barry AFC (il suffisso Town viene adottato nel 1931). Si assicura il terreno di gioco e si iscrive alla Southern Football League.

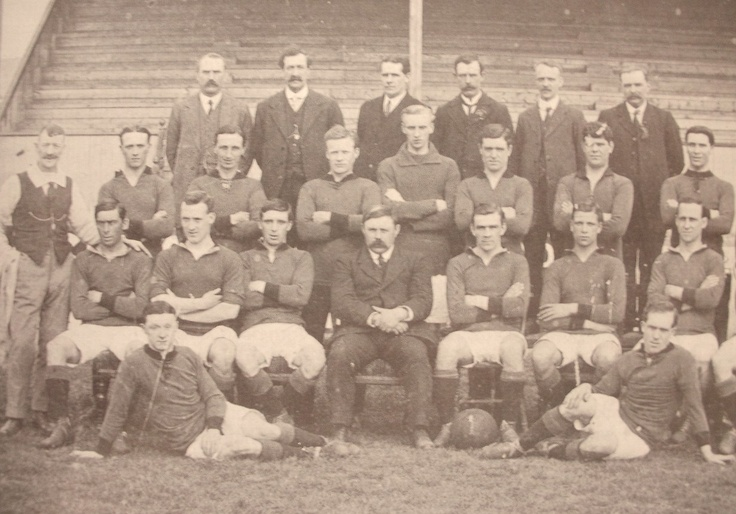
Il Barry Town nel 1913

Il 6 settembre 1913 il Barry gioca la sua prima partita nella Southern League contro il Mid-Rhondda United al Jenner Park. Attirando ben 4000 tifosi di cui 1000 ospiti. Il Barry a sorpresa regala una vittoria 2-1, con il giocatore del Barry Ralph Isherwood, che ha siglato il primo goal al Jenner Park, dopo solo tre minuti.
Nella stagione 1920-21 il Barry vince la Southern League. La squadra ha giocato oltre 100 match in tutte le competizioni in quella stagione, giocando sia in Galles che nella Western League in simultanea. Diede molto risalto alla Southern League, sperando di poter poi entrare nella nuova English Third Division. A maggio fece la domanda, ma la domanda fu rifiutata, al suo posto vennero eletti Charlton Athletic e Aberdare Athletic.
Il club rimase nella Southern League per altri 60 anni; la più alta posizione fu un quarto posto nel 1930.
Durante questi anni, partecipò molte volte alla FA Cup.

### Dagli anni cinquanta agli anni ottanta
Nel 1955 la squadra conquistò la Welsh Cup, battendo il Chester in finale. Tra le sue file ha avuto circa cinquanta giocatori di livello internazionale, tra i quali lo svedese Bengt Berndtsson ed il finlandese Hannu Kankkonen. Agli inizi degli anni cinquanta molti giocatori del Barry fanno carriera nella Football League, tra cui il giovane di Barry Derek Tapscott che nel 1953 ha firmato per l'Arsenal, e Charlie Dyke che andò al Chelsea.
Nel 1961-62 pescò al primo turno di FA Cup il Queens Park Rangers; al Jenner Park finì con un clamoroso 1-1, prima di essere sconfitti nel replay londinese.
Nella stagione 1984-85 arrivò ancora al primo turno, stavolta eliminato dal Reading per 2-1.

### Anni novanta

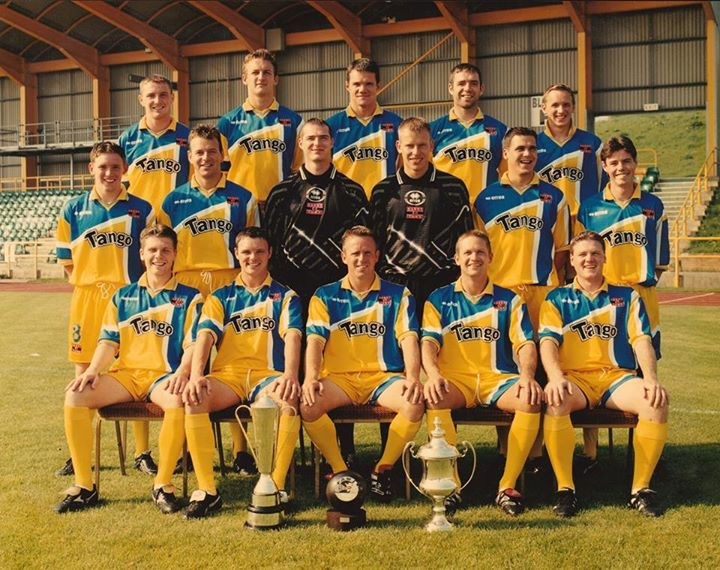
Il Barry del 1998-1999, con il treble di campionato, coppa nazionale e
FAW Premier Cup

Il 1992 fu un anno molto importante per il Barry, che dovette decidere se entrare o meno nella nuova Welsh Premier. Nella primavera del 1993, il presidente O'Halloran decise di entrare nella Welsh Pyramid.
Il loro ritorno in Galles fu l'inizio di un periodo di grandi successi. La loro prima stagione in Galles (1993-94) coincise con l'immediata conquista della Welsh League Division One, venendo promosso nella Welsh Premier League, vincendo ben quattro trofei: Welsh League, Welsh League Cup, FAW Trophy e Welsh Cup, la prima dal 1955.
Quest'ultimo ottenuto in modo particolare, perché in finale sconfisse il Cardiff City davanti a circa 16.000 spettatori.
Entrò per la prima volta in Europa, nella Coppa delle Coppe, dove se la vide con lo FK Žalgiris Vilnius, venendo eliminato con un 7-0 complessivo. Dopo una sola stagione di Welsh League, il club vince nel 1995-96 il primo campionato.
Nella successiva stagione, furono la prima squadra gallese a superare un turno di coppa europea, eliminando i lettoni del Dinaburg; nel turno successivo pescarono gli ungheresi del Budapest Vasutas. Nonostante la sconfitta per 4-2 a Budapest, il Barry riuscì a rimontare e a passare il turno ai calci di rigore. La sfida successiva, contro l'Aberdeen, fu chiamata A Battle of Britain: sconfitto 3-1 all'andata in Scozia, in Galles riuscì a pareggiare 3-3 uscendo dalla coppa a testa alta.
Sulla scena nazionale, il Barry Town vinceva tutto quello che c'era da vincere, regalandosi il primo treble, mettendo in bacheca la Welsh Premier, Welsh League Cup e Welsh Cup.
Il campionato fu conquistato con il record di 105 punti e una differenza reti di +100. Nel marzo 1997 i Dragons arrivarono a 51 partite consecutive senza sconfitte.
Nel 1999, i Dragons furono il primo club di League Welsh a vincere la FAW Premier Cup, battendo 2-1 in finale il Wrexham.
Perso il titolo nel 2000, conquistato dai sorprendenti Total Network Solutions, ritornò a vincere la stagione seguente. In Europa giocarono, in seguito, contro Boavista e Dinamo Kiev.

### Nuovo millennio
Nel 2001-02 il Barry Town, allenato da Kenny Brown, fu la prima squadra gallese a superare il primo turno della Champions League, eliminando gli azeri del Şəmkir Futbol Klubu.
Al secondo turno fu la volta del Porto. Nell'andata in Portogallo il Barry subì una pesante sconfitta: 8-0 davanti a 55.000 spettatori. Al ritorno a Jenner Park, invece, arrivò una clamorosa vittoria per 3-1.
Nonostante i successi in patria e all'estero il Barry non attirava un grosso pubblico, non andando oltre le 500 unità. Con salari professionisti da pagare, il Barry fu costretto a fare grossi tagli.
Dopo la partenza del presidente O'Halloran, per cercare una soluzione ai problemi, viene nominato Kevin Green come amministratore delegato, che nel 2002 nominò nuovo presidente John Fashanu. Molti videro in lui l'uomo che avrebbe riportato al successo il Barry Town.
Fashanu fece molte promesse, come contratti televisivi con canali cinesi e nigeriani, soprattutto molti giovani dalla Nigeria. Fece notizia, ma per il club fece ben poco: ormai la nave Barry stava andando a picco. Grazie ad un programma televisivo andato in onda su ITV, Fashanu ritrovò la sua popolarità e decise di lasciare il Barry.

### Declino
Nell'estate 2003 il club entra in amministrazione controllata, a causa di un debito di circa un milione di sterline. Il 25 agosto 2003 l'allenatore e i giocatori lasciarono il campo di allenamento in quanto l'ultimo stipendio era stato pagato nel giugno precedente.
Venne nominato un nuovo manager e venne fatta una rosa in fretta e furia con giocatori amatori, pescati nella South Wales Amateur League. Nel giro di un mese il Barry passò dal vincere in Europa a perdere 8-0 contro il Caernarfon Town.
Si pagó moltissimo il passaggio al professionismo e i tifosi iniziarono a raccogliere fondi per salvare il club. Un imprenditore locale, Stuart Lovering, pagò 125 000 sterline per risanare i debiti ed il 10 dicembre 2003 divenne nuovo presidente del club.
Fu una stagione difficile: la prima vittoria arrivò solo nel febbraio 2004, quando il Barry si impose 5-4 sul Welshpool Town. L'esperienza del manager Colin Addison non riuscì a risollevare il Barry, che chiuse all'ultimo posto a 4 punti dalla salvezza, con una brutta retrocessione in Welsh Football League Division One, dopo la quale Addison lasciò il posto al suo assistente Hughes.
Una seconda retrocessione in tre anni ha visto il Barry scendere al terzo livello della piramide del calcio gallese. 
Sotto la guida di Gavin Chesterfield, il club ha conquistato, nel 2008, la promozione nella Welsh Football League Division One, con molta speranza per la stagione successiva.
Il Barry fece una stagione esaltante, con ben 21 partite da imbattuto, chiudendo la stagione al terzo posto e riportando entusiasmo tra i tifosi. La fallita vendita del Barry Town ha portato alle dimissioni di Chesterfield, che si è seduto sulla panchina del Haverfordwest County.
Nell'autunno 2008 il proprietario Lovering mette in vendita il club cercando un nuovo investitore (altrimenti sarebbe finito in Amministrazione Controllata). Nel mese di novembre, durante una riunione, i tifosi si fecero avanti per controllare la squadra, mentre Lovering avrebbe continuato a cercare nuovi acquirenti. Ad inizio 2010, il club era sul punto di essere venduto, ma all'ultimo momento la trattativa fallì. Se fosse andata a buon fine, si sarebbe parlato dell'ex stella della nazionale gallese, John Hartson, come Manager.
Nel maggio 2011 Lovering rimette nuovamente in vendita la società. Nell'autunno 2011, il Barry fece una pazzesca cavalcata in Welsh Cup: eliminando prima il Merthyr Town in trasferta e poi l'Haverfordwest County ai supplementari; tuttavia i Dragons si arresero 3-2 contro il Newport County.
Nel 2012 si sono festeggiati i 100 anni del club e vennero fatte varie iniziative, come l’amichevole contro il Cardiff City.

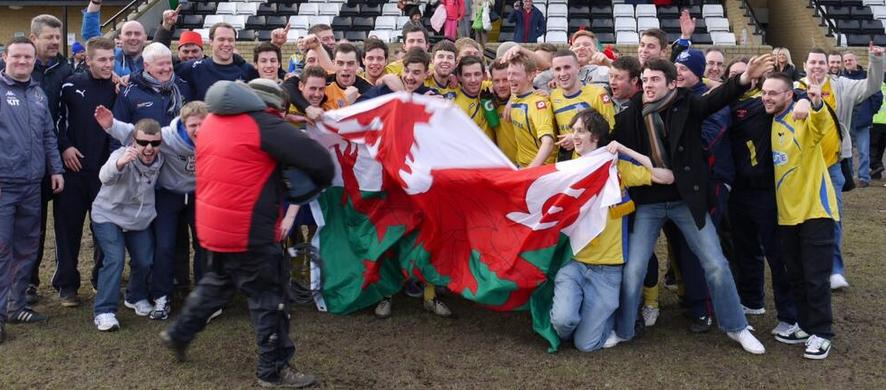
Tifosi esultanti dopo una vittoria in coppa nazionale nel 2013

Ad ottobre arrivarono le minacce di Lovering che voleva ritirare la squadra dalla Welsh Football League. Nel marzo 2013 ci fu un altro ottimo cammino in Welsh Cup, dopo aver eliminato Caerleon, Penrhyncoch, Ely Rangers e Pontardawe Tow, i Dragons si imposero per 2-0 sul Flint Town United e, per la prima volta dopo un decennio, arrivarono in semifinale, perdendo per 1-2 contro il Prestatyn Town. Mai prima di allora una squadra amatoriale era arrivata in semifinale di Welsh Cup.

### Rilancio
Il 7 maggio 2013 Lovering decise di non iscrivere più il club al campionato nella Welsh League, una decisione presa contro i tifosi, che erano pronti a prendere in mano la squadra negli ultimi due incontri.
Dopo vari incontri il Supporter Club decise di voler vedere il proprio club anche la prossima stagione col nome Barry Town United. Continuarono anche vari incontri con la FAW. I tifosi organizzarono un incontro pubblico per capire in quale livello della piramide gallese poteva entrare.
Intanto la squadra si radunava senza un'idea chiara sul futuro. Il 27 luglio arrivò nuovamente a Barry il Cardiff City, davanti a 1650 spettatori, vincendo per 3-2.
Il 9 agosto il tribunale di Cardiff diede ragione al Barry Town United e la FAW fu costretta a concedergli la licenza.
Il club concluse, durante il 2017, un buon campionato in Welsh Football League Division One, permettendogli, di conseguenza, l'accesso alla Welsh Premier League 2017-2018.

## Allenatori
- Bob Kelly (1960-1961)
- Bobby Ferguson (1968-1969)
- Richie Morgan (1985-1987)
- Terry Boyle (1994)
- Gary Barnett (1996-1999)
- Peter Nicholas (2000-2001)
- Kenny Brown (2001-2003)
- Colin Addison (2004)

## Palmarès

### Competizioni nazionali

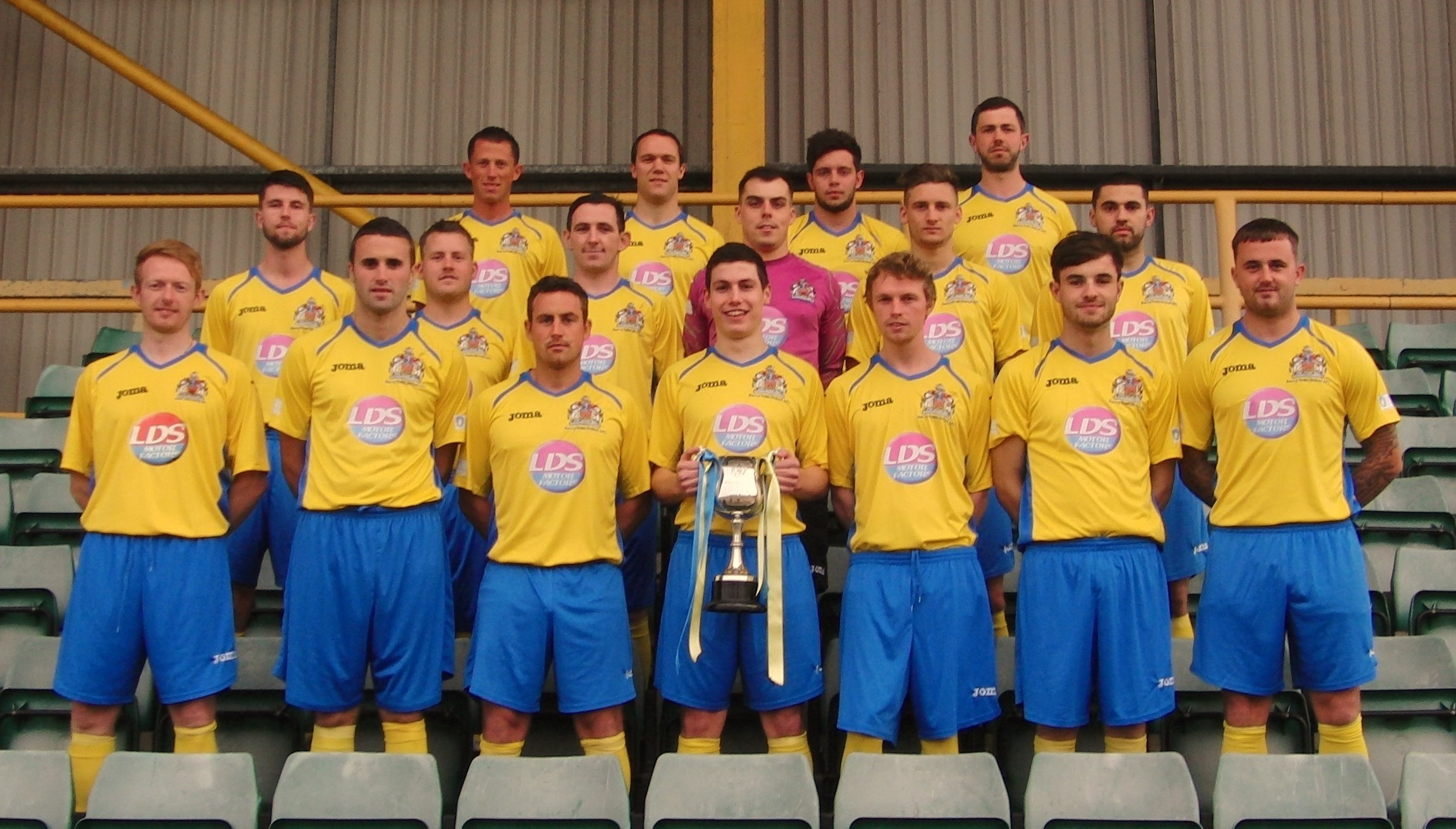
Il Barry Town con il trofeo di Division Three nel 2014

- Campionato gallese: 7

1995-1996, 1996-1997, 1997-1998, 1998-1999, 2000-2001, 2001-2002, 2002-2003
- Coppa del Galles: 6

1954-1955, 1993-1994, 1996-1997, 2000-2001, 2001-2002, 2002-2003
- FAW Premier Cup: 1

1998-1999
- Welsh Football League Division One: 9

1926-1927, 1982-1983, 1983-1984, 1984-1985, 1985-1986, 1986-1987, 1988-1989, 1993-1994, 2016-2017
- Welsh League Division Two: 3

1951-1952, 1957-1958, 2014-2015
- Southern League: 1

1920-1921
- Welsh Football League Division One: 1

2016-2017
- Welsh Football League Division Two: 1

2014-2015
- Welsh League Division Three: 1

2013-2014

### Altri piazzamenti
- Campionato gallese:

Secondo posto: 1999-2000
Terzo posto: 2018-2019
- Coppa del Galles:

Finalista: 1995-1996
Semifinalista: 2018-2019
- Coppa di Lega gallese:

Finalista: 2000-2001, 2016-2017
Semifinalista: 2021-2022, 2024-2025
- FAW Premier Cup:

Semifinalista: 1999-2000, 2000-2001, 2001-2002

## Statistiche e record

### Statistiche nelle competizioni UEFA
Tabella aggiornata alla stagione 2024-2025.
| Competizione                  | Partecipazioni | G  | V | N | P  | RF | RS |
| ----------------------------- | -------------- | -- | - | - | -- | -- | -- |
| UEFA Champions League         | 7              | 12 | 2 | 1 | 11 | 8  | 43 |
| Coppa delle Coppe             | 1              | 2  | 0 | 0 | 2  | 0  | 7  |
| Coppa UEFA/UEFA Europa League | 6              | 11 | 1 | 3 | 7  | 10 | 24 |